# Eupsenius dilatatus
Eupsenius dilatatus är en skalbaggsart som beskrevs av Victor Ivanovitsch Motschulsky 1856. Eupsenius dilatatus ingår i släktet Eupsenius och familjen kortvingar. Inga underarter finns listade i Catalogue of Life.